# District de Saylla
Le district de Saylla est l'un des huit districts de la province de Cusco.
Il a été créé selon la loi N°9550 du 14 janvier 1942.